# Oreoweisia laxiretis
Oreoweisia laxiretis är en bladmossart som beskrevs av Brotherus och Theodor Carl Karl Julius Herzog 1916. Oreoweisia laxiretis ingår i släktet alpmossor, och familjen Dicranaceae. Inga underarter finns listade i Catalogue of Life.